# Mobilité du dernier kilomètre
En logistique, distribution et planification des transports, la mobilité du dernier kilomètre, transport du dernier kilomètre ou, simplement, dernier kilomètre (traduit littéralement de l'anglais comme dernière mille), est l'ensemble des pratiques de transport de personnes et de marchandises au plus près de leur point d'arrivée et destination. Cette dernière étape correspond à la distribution depuis certains nœuds jusqu'à la destination finale et se caractérise par une complexité accrue par rapport au reste du voyage en raison de l'augmentation exponentielle du nombre de routes et de destinations possibles,,.
La mobilité du dernier kilomètre est un domaine de plus en plus étudié en raison de l'augmentation du nombre de livraisons aux consommateurs. Parmi les défis se trouvent l'augmentation de l'efficacité, l'amélioration des infrastructures ou la minimisation des coûts et de l'impact environnemental.

## Histoire
Le terme dernier kilomètre a son origine dans le domaine des télécommunications, il est utilisé pour décrire la difficulté de connecter les réseaux domestiques et d'entreprises au réseau principal. Le dernier tronçon de câble n'est utilisé que par un client, ce qui augmente donc le coût et l'amortissement de cette infrastructure par rapport aux réseaux principaux.

## Réseaux de distribution et de transport
Le transport via les réseaux ferroviaires ou les bateaux est souvent très efficace. Cependant, une fois que les personnes et les marchandises arrivent à une gare ou à un port, elles doivent être transportées jusqu'à leur destination finale. Ce dernier tronçon est souvent beaucoup moins efficace et peut augmenter le coût de plus de 50 %. Ce problème concerne tous types de livraisons dans les zones urbaines, contribuant à la congestion du trafic.
La propre planification urbaine peut améliorer ou aggraver le problème du dernier kilomètre. Ainsi, les villes compactes ont une plus grande efficacité des transports en commun, tandis que les villes étalées, avec une moindre densité de population, encouragent l'utilisation du véhicule privé et, par conséquent, des embouteillages et de la pollution de l'air.

## Solutions au problème du dernier kilomètre

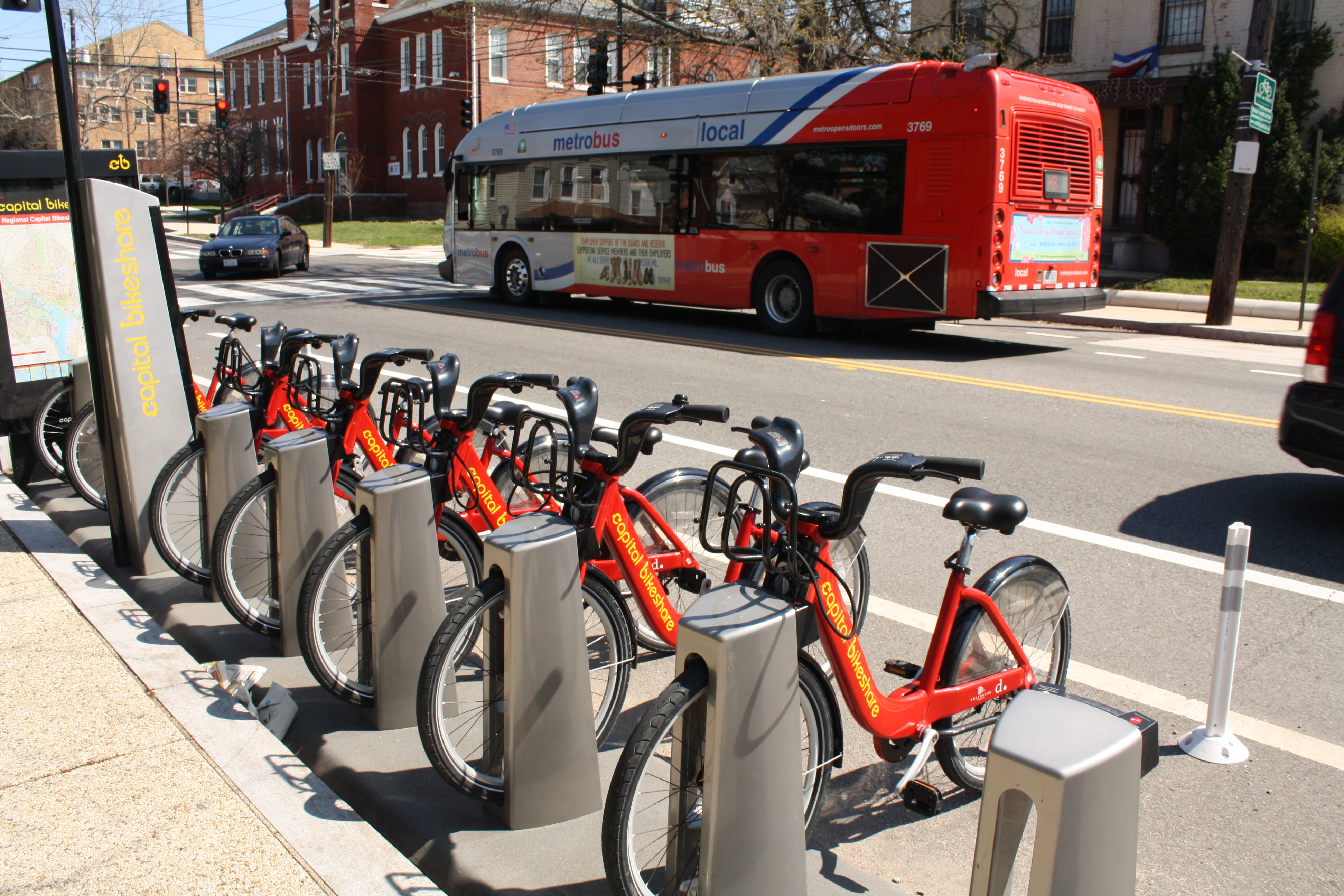
Les systèmes de vélopartage, l'intermodalité ou le transport actif ont été cités comme solutions au problème du dernier kilomètre.

Parmi les solutions adoptées face au problème du dernier kilomètre se trouvent la promotion des vélos de livraison, du transport collectif, des vélos et véhicules partagés ou des systèmes de micromobilité, en plus d'encourager un design urbain plus efficace, comme la ville du quart d'heure ou des infrastructures permettant une plus grande diversité de transports, comme les pistes cyclables.
Certaines entreprises de livraison ont adopté la centralisation des livraisons dans certains casiers ou magasins répartis dans la ville, évitant ainsi le déplacement à chaque domicile, tout en évitant la congestion du trafic car les points de retrait se trouvent à des distances accessibles à pied des clients,.
Les lignes de covoiturage autoriseraient une vaste offre de mobilité, dans les zones de moyenne à faible densité, en lien avec les transports structurants que sont les trains express et les cars express.